# 1575
Năm 1575 (số La Mã: MDLXXV) là một năm thường bắt đầu vào thứ bảy  trong lịch Julius.